# Geografia statului Florida, SUA
O mare parte din statul Florida este situată pe o peninsulă între Golful Mexic, Oceanul Atlantic și Strâmtoarea Florida. Acoperind două fusuri orare, se extinde spre nord-vest într-un "panhandle" de-a lungul Golfului Mexic de nord. Se învecinează la nord cu statele Georgia și Alabama, iar la vest, la capătul panhandle-ului, cu Alabama. Se află în apropierea Insulelor Bahamas și a mai multor țări din Caraibe, în special a Cubei. Florida are 131 de aeroporturi publice și peste 700 de aeroporturi private, piste de aterizare, heliporturi și baze de hidroavioane. Florida este unul dintre cele mai mari state la est de râul Mississippi, iar doar Alaska și Michigan au o suprafață de apă mai mare.

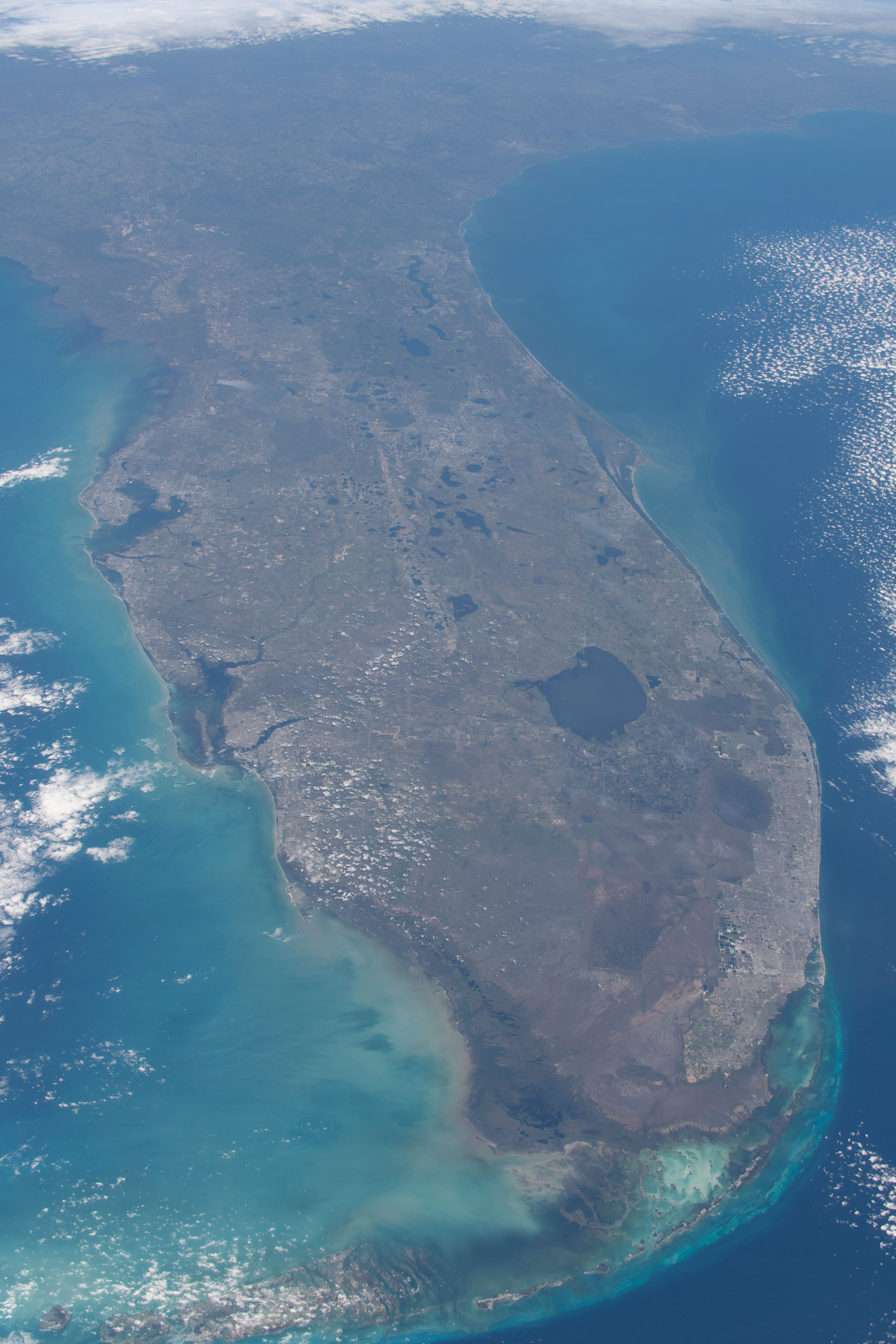
Vedere spațială a statului Florida și alte state adiacente

## Arhipelagul Florida Keys
Arhipeleagul Florida Keys este un lanț lung de insule coraligene situat la extremitatea sudică a Peninsulei Florida. Arhipelagul este alcătuit din 1700 de insule, dintre care doar 30 sunt locuite. Unele sunt numai pâlcuri de mangrove. Altele sunt atât de înguste încât de pe un mal se vede marea de la celălalt mal. Arhipelagul se întinde de la coastele Floridei, în apropiere de Miami până la Key West, cea mai vestică insulă care este de fapt și simbolul întregului arhipelag.
Lungimea arhipelagului este de 200 km, iar suprafața este de 400 km pătrați.
Populatia: 80000 locuitori.
Clima: tropicala umeda. Temperaturi medii multianuale: + 19 grade C in ianuarie si + 31 grade C in iulie.
Insulele sint unite prin 42 de poduri.
Cele mai mari orase: Key West (26000 loc.) si Key Largo